# Nationalpark Lauhanvuori
Der Nationalpark Lauhanvuori, originalsprachlich finnisch Lauhanvuoren kansallispuisto und schwedisch Lauhanvuori nationalpark, ist ein 1982 eingerichteter Nationalpark im Westen Finnlands.
Der 53 km² große Nationalpark befindet sich auf dem Gebiet der Gemeinden Kauhajoki und Isojoki in der Landschaft Südösterbotten sowie Kankaanpää in Satakunta. Er umfasst Wald- und Sumpfgebiete im Hügelland der Suomenselkä-Moränen.
Namensgebend ist der Hügel Lauhanvuori (231 m), die zugleich höchste Erhebung des Nationalparks. Das finnische Relief ist geprägt von magmatischen Gesteinen und Moränenaufschüttungen. Der Lauhanvuori stellt hier eine geologische Besonderheit dar, da es sich bei dem Hügel nicht um eine Moräne, sondern um einen Sandsteinfels handelt. Anders als die umgebenden Moränen war er auch nicht vom Ancylussee bedeckt, sondern ragte als Insel aus den nacheiszeitlichen Schmelzwasserfluten hervor. Alte Küstenlinien lassen sich noch heute an breiten Bändern an den Abhängen des Gipfels, an denen der Felsgrund zu Tage tritt, und an Kiesbetten ausmachen. Besonders am Westhang finden sich auch Sanddünen. In den teils versumpften Niederungen dominieren Kiefern, in Höhenlagen treten verstärkt Fichten und Birken auf. 
Im Park kommen unter anderem Kraniche, Auer- und Moorschneehühner vor. Die Wiederansiedlung des Waldrens wird vorbereitet. 

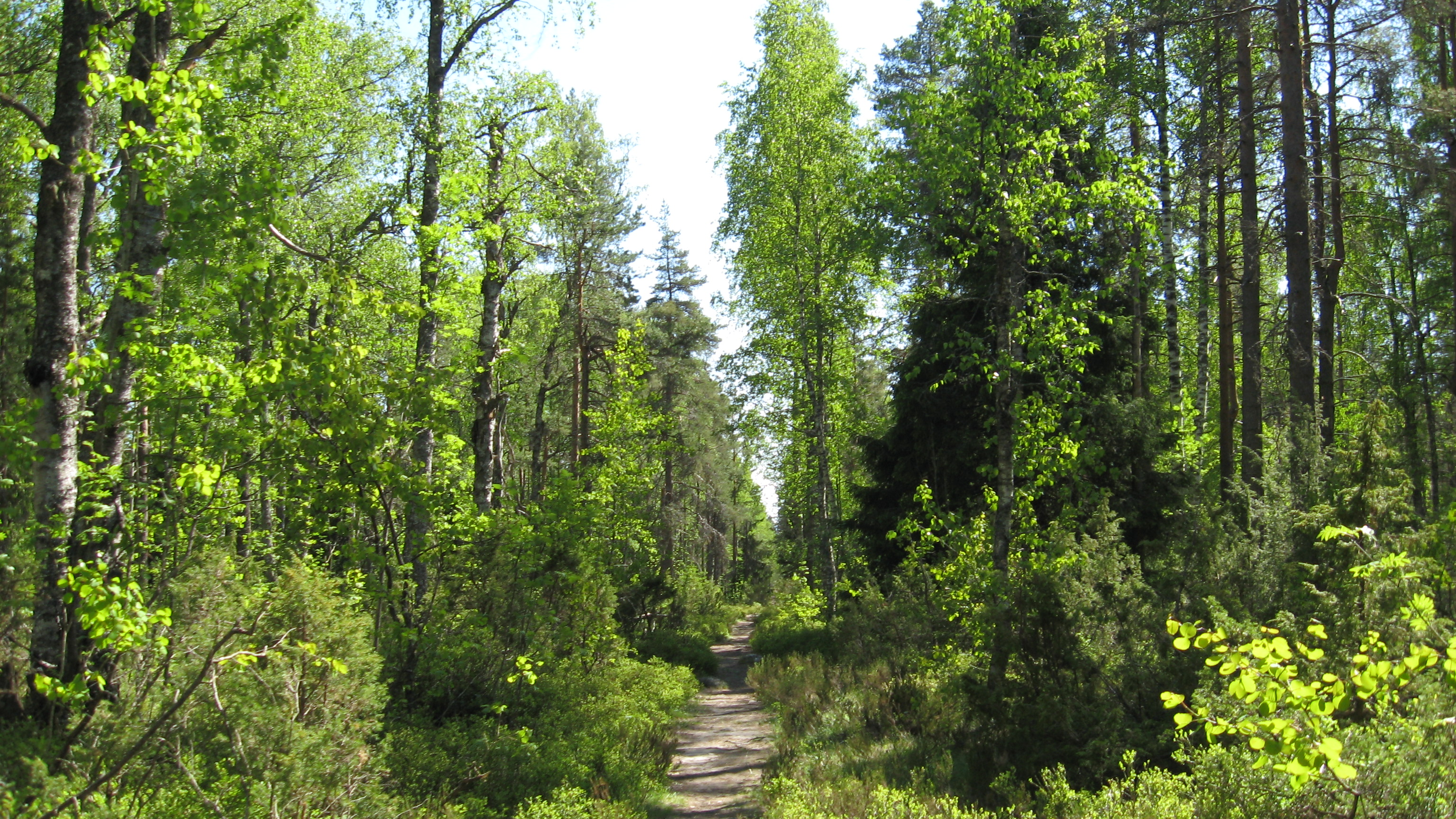
Wald auf dem Lauhanvuori
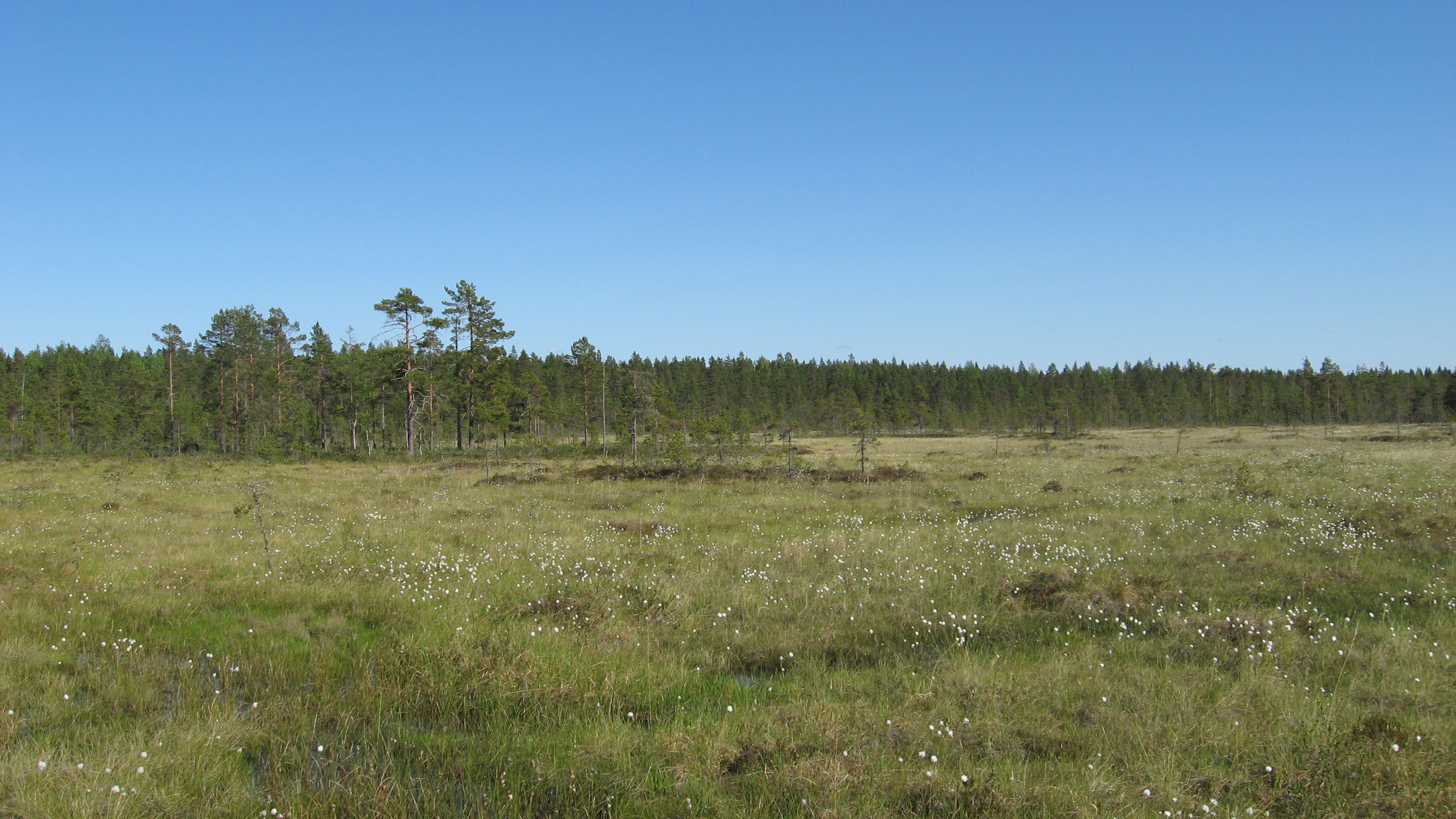
Sumpfgebiet im Park
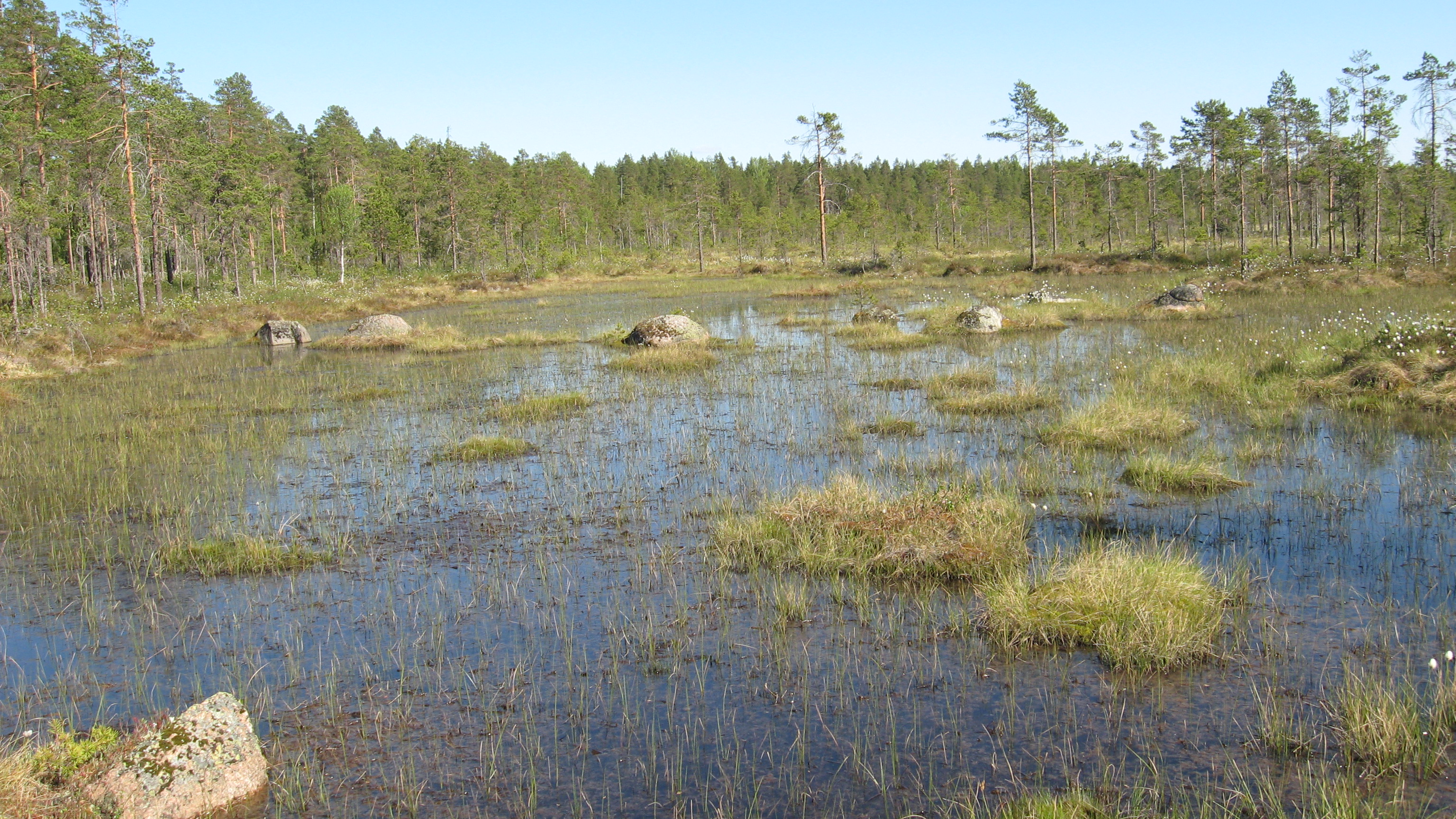
Hochmoor
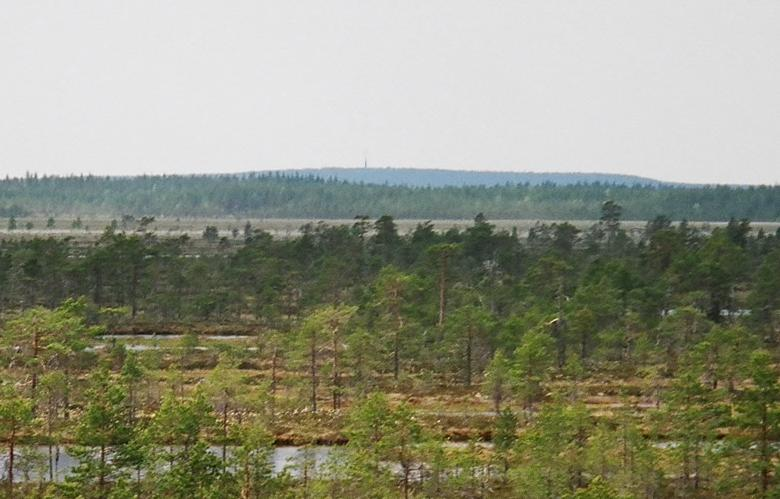
Blick auf den Lauhanvuori